# Rosario Rodríguez Rubio
Rosario Rodríguez (registrada como María del Rosario Rodríguez Rubio, el 22 de febrero de 1960 en Mexicali, Baja California, México) Egresada de la licenciatura en Odontología por la Universidad Autónoma de Baja California (UABC), con maestría en Educación y desarrollo organizacional en el Centro de Enseñanza Técnica y Superior (CETYS), y miembro del Partido Acción Nacional (PAN) desde el 1 de enero de 1989 en Baja California. Es conocida por haber desempeñado diversos cargos dentro de la administración pública en los diferentes órdenes de gobierno, tanto en ámbito municipal como estatal, destacando entre los más relevantes el ser Delegada Municipal de González Ortega en Mexicali, Regidora del XVIII Ayuntamiento de Mexicali, Diputada de la XX Legislatura del Congreso del Estado de Baja California, además de haber sido la primera secretaria de Educación y Bienestar Social del Estado de Baja California.
Es candidata a diputada federal por el 7.º Distrito en el Estado de Baja California para el proceso electoral 2015.

## Reseña biográfica

### Infancia y vida personal
Nació en la ciudad de Mexicali en el estado de Baja California, su infancia la vivió en la Delegación González Ortega, más conocido como “PALACO”, producto del amor de sus padres Don Francisco Rodríguez Verdugo y Doña Rosario Rubio Inzunza, quienes emigraron del Estado de Sinaloa en busca de un futuro mejor, y formaron una familia con 7 hijos, Rosario, y 6 hermanos más: Jesús, Rafael, Graciela, José, Héctor y Mario.
Rosario Rodríguez es madre de 3 hijos Fabián, Adrián Humberto y Raymundo.

### Preparación y formación profesional
Rosario Rodríguez se graduó de la Licenciatura de Cirujano Dentista, egresando de la Facultad de Odontología de la Universidad Autónoma de Baja California UABC, y posteriormente alcanzó el grado de maestra en Educación con opción en Desarrollo Organizacional, egresando de CETYS Universidad.

### Vida profesional y trayectoria política
Desde su egreso en 1981 Rosario Rodríguez ejerció su profesión de Odontóloga en su consultorio particular, realizando trabajo comunitario desde su campo de acción en materia de atención y prevención a la salud bucal.
A partir de 1994 incursionó en el ámbito de la docencia, desempeñándose como Profesora frente a grupo en la Escuela Secundaria Estatal n.º 1 “Francisco Zarco”, impartiendo las materias de Cultura de la Legalidad, Ciencias y Laboratorios.
Para el año de 2001 a 2004, ocupó el cargo de Delegada municipal de González Ortega (PALACO) durante el XVII Ayuntamiento de Mexicali. Como Delegada impulsó la creación de alianzas ciudadanas en las que escuelas de la localidad se vieron beneficiadas con canchas deportivas, sistemas de riego y áreas verdes para que los niños pudieran disfrutar de tiempo para la recreación y esparcimiento.
De igual forma, como parte de su gestión como Delegada municipal su preocupación radicaba en el sano desenvolvimiento de la juventud, por lo que promovió la creación de espacios culturales y de fomento al arte, así como la integración a sus actividades de los torneos entre delegaciones para fomentar la práctica del deporte en niños y jóvenes; asimismo instauró por primera vez la “cabalgata de los pioneros de Mexicali”, se concretaron alianzas ciudadanas con empresarios, escuelas, centros de rehabilitación e iglesias para llevar a cabo actividades del rubro de obra pública en pro de su comunidad.
Durante el XVIII Ayuntamiento de Mexicali, Rosario Rodríguez fungió como Regidora. donde impulsó la modificación al Reglamento de Tránsito; el fomentar el cuidado del medio ambiente promoviendo mediante alianzas ciudadanas y módulos de riego la limpieza de canales y drenes, así como llevar pláticas a las comunidades para la prevención de la violencia intrafamiliar, con fundamento en la promoción de valores además de acercar brigadas de salud a las áreas vulnerables de la localidad.
En el 2010 a 2013 resultó elegida mediante votación constitucional como Diputada por el Partido Acción Nacional (PAN), dentro de la XX Legislatura del Estado de Baja California, por el IV Distrito Local Electoral, cuyas secciones forman parte del municipio de Mexicali.
De 2013 a 2014 se desempeñó como 'Secretaria de Educación y Bienestar Social del Estado de Baja California y Directora General del Instituto de Servicios Educativos y Pedagógicos de Baja California.

## Trabajo Legislativo
Dentro de su trabajo como Diputada de la XX Legislatura del Congreso del Estado de Baja California, Rosario Rodríguez presidió la Comisión de Equidad y Género, en la cual presentó al pleno iniciativas para la modificación de la Ley; legisló a favor de la creación de la Ley de la Familia, la cual fue aprobada; instauró la campaña a favor de la lucha en contra de la violencia de género “Quiérete, te queremos viva”; además de gestionar la implementación de diversos programas para beneficio de las reclusas en los centros penitenciarios como el Hongo.
No existe población femenina en el Centro de Reinserción Social El Hongo.